# Tania Hyman
Tania Hyman (Ciudad de Panamá, 31 de diciembre de 1967) es una modelo, actriz, bloguera y presentadora panameña. Es propietaria de Tania Hyman's Models & Talents.

## Carrera
Es Licenciada en Mercadotecnia,actriz, agente de modelos y asesora de imagen. Además de Tania Hyman's Models & Talents, es la propietaria de la empresa de seminarios de imagen y etiqueta social y laboral TMC Imagen y la productora teatral Touché Productions.
Inició su carrera de modelo en el año de 1986 ganando ese año el premio a la mejor modelo de su promoción. Carrera que llevó con éxito y la convirtiò en una de las instructoras de modelos y entrenadora de misses más importantes de Panamá.
También, ha sido animadora de programas de TV tales como, Los Grandes de la Música, El Mix del fin de semana, Calle 13, Stylos y La Ruta. En 1993 inicia su carrera como actriz en la obra "Cambiamela por Otra" en el Teatro La Cúpula y recibió un Búho de Oro como Revelación del año y su segundo Búho como mejor actriz secundaria en la obra "Casado de día, soltero de noche". 
Otras obras en las que Hyman ha actuado son, "Las Apariencias Engañan", "Las Aventuras de Urbano Valor" , "Boeing Boeing", "Amigas Insoportables""La Caldera de los Cangrejos", "Camas Separadas" por mencionar algunas. También fue concursante de la tercera temporada de Bailando por un sueño en 2008, donde quedó en tercer lugar. Fue concursante de la segunda temporada de Tu cara me suena quedando en quinto Lugar.
En el mundo de los concursos de belleza, fue tenedora para Panamá de las franquicias Miss Earth y Miss International del 2004 al 2013. Desde el año 2005 hasta el 2012 en el concurso internacional Miss Caraibes Hibiscus estuvo encargada de la preparación de sus concursantes, la creación y entrenamiento de diferentes coreografías del certamen y como Maestra de ceremonia en tres ideomas simutáneos: español, inglés y francés. 
Igualmente ha preparado las participantes de concursos de belleza y modelaje como Bella y Señora de Panamá, Señorita Folklore, Chica Latina, Chica Avon, Bellezas Panama, Miss International Panamá, Miss Hawaiian Tropic, La Modelo del Año por mencionar algunos.
Hoy día es la influenciadora de importantes marcas .  Es amante del fitness y el patinaje, bloguera de temas de moda, lifestyle, fitness y maquillaje y en su canal de You Tube titulado : Tania Hyman, nos ofrece tutoriales con consejos prácticos de moda, etiqueta y mucho más.

## Filmografía
- Cámbiamela por otra
- Casado de día, soltero de noche
- Las apariencias engañan
- Las aventuras de Urbano Valor
- Boeing Boeing
- Bailando por un sueño (Concursante)
- Tu cara me suena (Concursante)